# Terzo ordine
Un terzo ordine (comunemente anche Terz'ordine) è un gruppo di cristiani (prevalentemente laici) che seguono il carisma di un ordine religioso senza aderirvi integralmente. I principali sono:
- Terzo ordine secolare francescano (secolare)
- Terzo ordine regolare di San Francesco (religioso)
- Terzo ordine domenicano (secolare)
- Terzo ordine carmelitano (secolare)
- I terzi ordini agostiniani (religiosi e secolari)
- Terzo ordine dei minimi (secolare)
- Terzo ordine secolare del Verbo Incarnato